# Johan Georg Lotscher
Johan Georg Lotscher, född 30 oktober 1733, död 21 oktober 1805 i Storkyrkoförsamlingen, Stockholm, var organist och bankokommissarie i Stockholm.
Lotscher har tonsatt en variant av psalmen Jag lyfter mina händer, vars melodi används som alternativ även för Hur ljuvt det är att komma.
Vigdes 13 juni 1775 med Anna Antoinette Fredenstierna på Ekebyhovs sätesgård i Ekerö.
Han bodde på Storkyrkobrinken 12 i Stockholm. Dog av andtäppa 21 oktober 1805 och begravdes den 28 oktober 1805 av Gustaf Murray. 